# XOOPS
XOOPS är ett innehållshanteringssystem eller CMS-system som det ofta kallas. Det kan användas till att bygga allt ifrån små webbplatser typ bloggar upp till enorma företagssajter. Det är skrivet i PHP och är uppbyggt i moduler som lätt kan installeras och modifieras.